# レジャイスク
レジャイスク（ポーランド語：Leżajsk [ˈlɛʐajsk]、イディッシュ語：ליזשענסק/Lizhensk、ウクライナ語：Лежайськ）はポーランドのポトカルパチェ県の北にサンドミエシュ森の隣に属する都市。2017年の人口は13871人。

## 歴史
- 1397年12月28日：市の権利（ヴワディスワフ2世）
- 1409年：「Codex diplomaticus Poloniae」において、ヴワディスワフ2世がカトリック教区を決めた
- 1498年、1500年、 1509年、 1519年、1524年：タタールが町を攻撃した
- 1635年：洪水
- 1655年から1656年まで：スウェーデン人が攻撃した（大洪水時代）
- 1772年：エリメレフ・ツァッディークが来た
- 1831年：コレラの流行
- 1837年：火事と洪水
- 1903年、1906年：火事
- 1929年：イグナツィ・モシツィツキ大統領の点検
- 1939年：ナチがシナゴーグを燃えた

## 観光名所
- 受胎告知のバシリカ
- 受胎告知のバシリカのオルガン
- 三位一体の教会
- 生神女就寝祭の教会
- ユダヤ人の墓地

## 参照
1. ↑  BIP Leżajska